# 꿈꾸는 자의 나성
《꿈꾸는 자의 나성》은 1983년 2월 26일에 방영된 TV문학관이다.

## 줄거리
한 대기업의 말단 사원으로 근무중인 주인공 '나'(강태기)는 어느 날 단골 다방에서 종업원의 구박을 받아가면서 전화로 계속 LA행 비행기 편을 문의하는 허름한 차림의 중년 남자(이일웅)를 만난다. '나'는 그 중년 남자의 이러저러한 면모에 호기심을 갖게 된다.
한편 회사에서는 '나'의 유일한 선배인 강 과장(민욱)이 사실상 권고사직이나 다름없는 지방 공장 전출발령을 받는다. 강 과장과 다른 사원들이 충격을 받은 사이에 아첨꾼으로 알려진 손 대리(백윤식)가 강 과장의 자리로 승진하게 되는데...

## 출연
- 이일웅
- 강태기
- 백윤식
- 민욱
- 권기선
- 윤상미
- 문오장
- 안영주
- 김성환
- 김효원
- 김인문
- 유가영
- 곽정희
- 엄익선
- 정인철
- 김현주
- 김명희
- 강양례
- 정선애
- 남영미
- 최경선
- 김배옥
- 권재희
- 이현정
- 김영실
- 이승하
- 이현숙
- 최현정